# Alik Gershon
Alik Gershon (nascut el 3 de juny de 1980 a Dnipropetrovsk, llavors a l'RSS d'Ucraïna), és un jugador d'escacs israelià, que té el títol de Gran Mestre des de 2000.
A la llista d'Elo de la FIDE de l'octubre de 2020, hi tenia un Elo de 2460 punts, cosa que en feia el jugador número 36 (en actiu) d'Israel. El seu màxim Elo va ser de 2573 punts, a la llista de gener de 2003 (posició 188 al rànquing mundial).

## Resultats destacats en competició
Gershon es va proclamar Campió del món Sub-14 el 1994 a Szeged, i Campió del món Sub-16 el 1996, a Cala Galdana. El 2000 guanyà el Campionat d'Israel (empatat amb Borís Àvrukh).
El 21 d'octubre de 2010 va establir un nou Guinness World Record de partides simultànies en enfrontar-se a 523 oponents a Tel-Aviv. Després de 18 hores i 30 minuts, va guanyar 454 partides (86%), en va perdre 11 i n'entaulà 58. Aquest rècord fou batut el 9 de febrer de 2011 per l'escaquista iranià Ehsan Ghaem-Maghami.

## Escriptor d'escacs
El 2007, el seu llibre San Luis 2005 (sobre el Campionat del món d'escacs de 2005 (FIDE), escrit conjuntament Igor Nor) va guanyar el premi Book of the Year de la Federació Anglesa d'Escacs.